# سبيكتر-آر

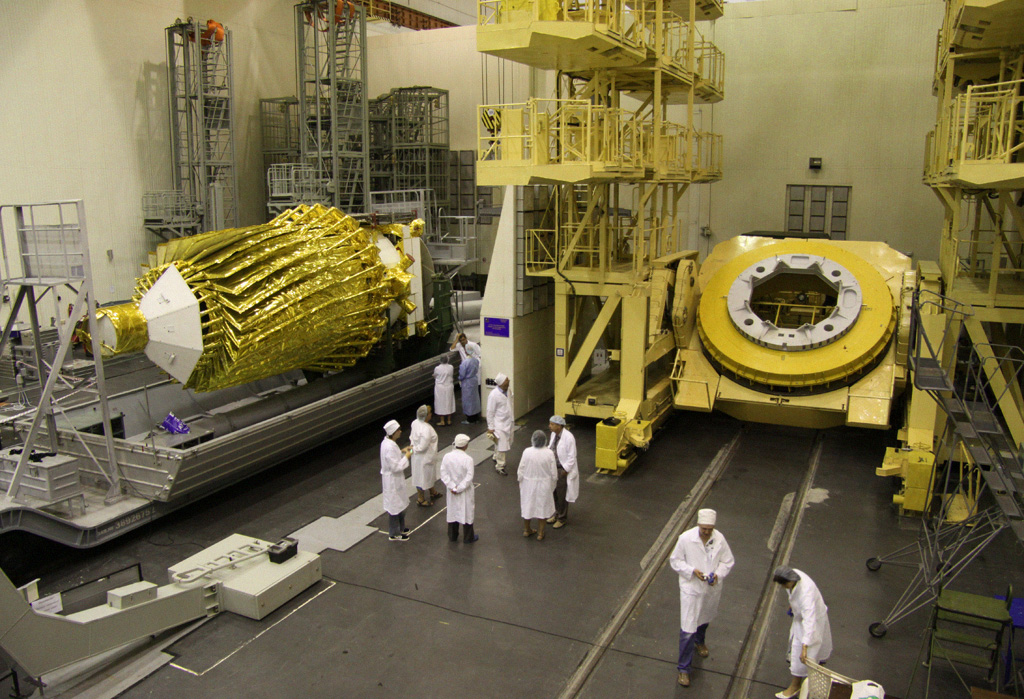

سبيكتر-آر (جزء من برنامج راديو أسترون) هو قمر اصطناعي علمي روسي ذي تلسكوب راديوي بقطر عشرة أمتار (33 قدم). أُطلق في 18 يوليو عام 2011، بواسطة صاروخ الإطلاق زينت-3إف، من ميناء بايكونور الفضائي لإجراء بحث حول بُنى وديناميكيات المصادر الراديوية الفلكية في مجرتنا وفي المجرات الأخرى. يضع هذا التلسكوب بمساعدة بعض من أكبر التلسكوبات الراديوية الأرضية في العالم أسس قياس التداخل التي تمتد 350,000 كيلومتر.
توقف القمر الاصطناعي عن الاستجابة للتحكم الأرضي في 11 يناير عام 2019، وما زالت الحمولة العلمية تعمل.

## نظرة عامة
سبيكتر-آر هو مشروع يموّله المركز الفضائي الفلكي في روسيا، أُطلق في مدار حول الأرض في 18 يوليو في عام 2011، مسافة الأوج (أقرب نقطة من الأرض) الخاصة به تساوي 10000 كيلومتر عن الأرض (6200 ميل)، ومسافة الحضيض (أبعد نقطة عن الأرض) تساوي 390000 كيلومتر عن الأرض (240000ميل)، حوالي 700 ضعف الارتفاع المداري لتلسكوب هابل الفضائي في أعلى نقطة له و20 ضعف في أخفض نقطة. وللمقارنة، يبلغ متوسط المسافة بين الأرض والقمر 384400 كيلومتر (238900 ميل). في عام 2018، أصبح مدار هذا القمر الاصطناعي أكثر ثبات ًا إذ بلغ أوجه الأرضي 57000 كيلومتر (35000ميل) وحضيضه 320000 كيلومتر (200000 ميل)، ولم يعد مداره يتقاطع مع مدار القمر وسيكون في حالة مستقرة لمئات أو آلاف السنين.
الهدف العلمي الرئيسي لهذه المهمة هو دراسة الأجسام الفلكية بدقة زاوية تصل إلى ملايين الأجزاء من الثانية القوسية. أُنجز هذا باستخدام القمر الاصطناعي بالتزامن مع مراصد أرضية وتقنيات قياس التداخل. الغرض الآخر من المشروع هو تطوير فهم القضايا الأساسية في الفيزياء الفلكية وعلم الكون. يتضمن هذا تشكل النجوم، وبُنى المجرات، والفضاء بين النجمي، والثقوب السوداء والمادة المظلمة.
يُعد سبيكتر آر أداة لبرنامج راديو أسترون، وهي شبكة دولية للمراصد يديرها مركز الفضاء الفلكي في معهد ليبيديف الفيزيائي.
أُعدّ هذا التلسكوب للأرصاد الفيزيائية الفلكية الراديوية للأجسام خارج المجرة بدقة عالية جدًا، وأيضًا للبحث في خصائص البلازما بين الكواكب والبلازما القريبة من الأرض. تأتي قوة التحليل الزاوي العالي من التزامن مع نظام التلسكوبات الراديوية الأرضية وطرق قياس التداخل، وهو يعمل في طول موجة يتراوح بين 1.35 إلى 6 سنتيمتر، و18 إلى 92 سنتيمتر. بمجرد وصوله للفضاء، يفتح الطبق الهوائي الرئيسي الذي يشبه الزهرة بتلاته التي يبلغ عددها 27 خلال 30 دقيقة.
من ضمن الحمولة العلمية على متن القمر، بلازما-إف، التي تتكون من أربع أجهزة لرصد الرياح الشمسية والغلاف المغناطيسي الخارجي. وهذه الأجهزة هي مطياف الجسيمات الطاقية إم إي بّي-2، ومقياس المغناطيسية إم إم إف إف، وجهاز مراقبة الرياح الشمسية بي إم إس دبليو، ووحدة جمع ومعالجة البيانات إس إس إن آي-2.
بلغت كتلة القمر الاصطناعي عند الإطلاق 3660 كيلوغرام. أُطلق من ميناء بايكونور الفضائي في 18 يوليو عام 2011 في الساعة 02:31 بتوقيت غرينتش بواسطة صاروخ الإطلاق زينت-3إف، والذي يتكون من صاروخ زينت-2 إم والطبقة العليا من الصاروخ التي تسمى فريجات-إس بي.
توقف القمر عن الاستجابة للتحكم الأرضي في 11 يناير من عام 2019، لم يُعرف إن كان بالإمكان إصلاح المشكلة، أو أن المهمة ستتوقف. اعتبارًا من 12 يناير عام 2019، لم يملك برنامج الفضاء الروسي مراصد فضائية عاملة، بسبب وضع سبيكتر-آر غير المعروف والمشاكل في القمر الاصطناعي ميكائيلو لومونوسوف.
أُعلن إنهاء المهمة في 30 مايو عام 2019.

## تاريخ المشروع
في بدايات الثمانينيات من القرن العشرين، أنجز أحد مطوري مسابر الفضاء العلمية في اتحاد الجمهوريات السوفييتية الاشتراكية تصميمًا أوليًا لمركبة فضائية ثورية من الجيل الجديد، 1 إف و 2 إف. كان الغرض الأساسي من سبيكتر تطوير منصة مشتركة يمكن استخدامها في مهمات الفضاء السحيق المستقبلية.
أملت إن بّي أو لوفوشكين (شركة فضاء روسية) باستخدام تصاميم 1 إف كتصميم قياسي للتلسكوبات الفضائية. أنجزت إن بّي أو لوفوشكين في عام 1982 المخططات التقنية الأولية للتلسكوب الراديوي الفضائي راديو أسترون. كان من المتوقع أن المركبة الفضائية ذات التصميم 1 إف و 2 إف ستتبع توقعات مهمة راديو أسترون (المعروفة أيضًا بأسترون-2).
انتقد كثيرون منصة المركبة الفضائية 1 إف لأنّ أداءها لمهام الفيزياء الفلكية كان موضع شك، حتى عند مقارنتها بمركبة الفضاء القديمة 4 في. على الرغم من أنّ نظام التحكم في الوضعية في تصميم 1 إف واجه مشاكل صغيرة في مسابر الملاحة الكوكبية، لكن دقته كانت أقل من المتطلبات القياسية لتلسكوب عالي الدقة. بالإضافة إلى المشاكل التقنية في 1 إف، بدا أنّ المركبة الفضائية تفتقر لعجلات التحليق الآلية الكهربائية، والتي اعتقد النقاد أنّ وجودها سيزيد الاستقرار في الفضاء. لم يوجد في المركبة أيض ًا نظام ألواح شمسية متحرك يستطيع تتبع موقع الشمس دون الحاجة إلى إعادة تموضع القمر الاصطناعي بالكامل، مما يؤدي في النهاية إلى خلل في عملية الرصد.
في 1 أغسطس عام 1983، أصدرت اللجنة الصناعية العسكرية السوفييتية قرارًا رسمي ًا (رقم 274) بعنوان: «العمل على بناء مركبات عابرة بين الكواكب، وآلية التحكم لاستكشاف كواكب النظام الشمسي والقمر والفضاء الكوني». أوجزت هذه الوثيقة الدوافع الجديدة لتطوير الأقمار الاصطناعية. تضمنت المقترحات التقنية الجديدة المقدمة في منتصف عام 1984 تلسكوبًا يعمل بأشعة غاما مصمم لتسجيل الموجات الراديوية في نطاق ميليمتري. تتضمن هذه الأقمار الاصطناعية ألواحًا شمسية قابلة للدوران، ونظام تشغيل عالي الحساسية لتتبع النجوم وعجلات تحليق.
في نهاية الثمانينيات، اقترح فيشيسلاف كوفتونينكو، وهو مصمم عام في إن بّي أو لوفوشكين، تصميم جميع الأقمار الاصطناعية المستقبلية على غرار نموذج المركبة الفضائية أوكو 1، المصممة لتتبع الصواريخ البالستية. وفقًا لهذه الخطة، ستُستبدل أوكو 1 (تلسكوب يعمل بالأشعة تحت الحمراء يمكنه رصد الصواريخ البالستية) في النهاية بأدوات علمية حيث يُوجّه القمر الاصطناعي نحو الفضاء بدل ًا من الأرض.

## تقنيات الرصد
باستخدام تقنية تُسمى قياس تداخل مديد القاعدة، انتُظر من التلسكوبات الأرضية في أستراليا، وتشيلي، والصين، والهند، واليابان، وكوريا، والمكسيك، وروسيا، وجنوب إفريقيا، وأوكرانيا، والولايات المتحدة الأمريكية أن تشترك في الأرصاد مع المركبة الفضائية راديو أسترون.
يتصل التلسكوب الراديوي الرئيسي بقطر 10 متر للقمر الاصطناعي لراديو أسترون عن طريق أربعة نطاقات مختلفة من الأمواج الراديوية مع التلسكوبات الأرضية العالمية. يمكنه أيض ًا تحديد مصدرين من الترددات في الوقت ذاته. صُمم سبيكتر-آر ليتضمن جهاز مراقبة رياح شمسية ثانويًا في تجربة بلازما-إف، والهدف من ذلك قياس اتجاه وشدة الرياح الشمسية. في مايو عام 2011، ذكرت وكالة الأنباء ريا نوفوستي أنّ جهاز مراقبة الرياح الشمسية سيكون على متن المركبة الفضائية. وذكرت أيض ًا أنّ هذا الجهاز سيحمل عدادًا ميكرويًا صنع في ألمانيا. كان من المتوقع أن يمتد مدار قمر راديو أسترون ليصل إلى مدار بيضاوي جدًا في المرحلة العليا (فريجات) من إطلاق صاروخ زينت. ستبلغ أقرب نقطة لحضيض سبيكتر-آر 500 كيلومتر (310 ميل) فوق سطح الأرض، أمّا الاوج فسيبلغ 340000 كيلومتر (210000 ميل) عن سطح الأرض. سيستمر المدار التشغيلي للمركبة على الأقل تسع سنوات، ولن تكون في ظل الأرض لأكثر من ساعتين.